# Kalle Gustafsson Jerneholm

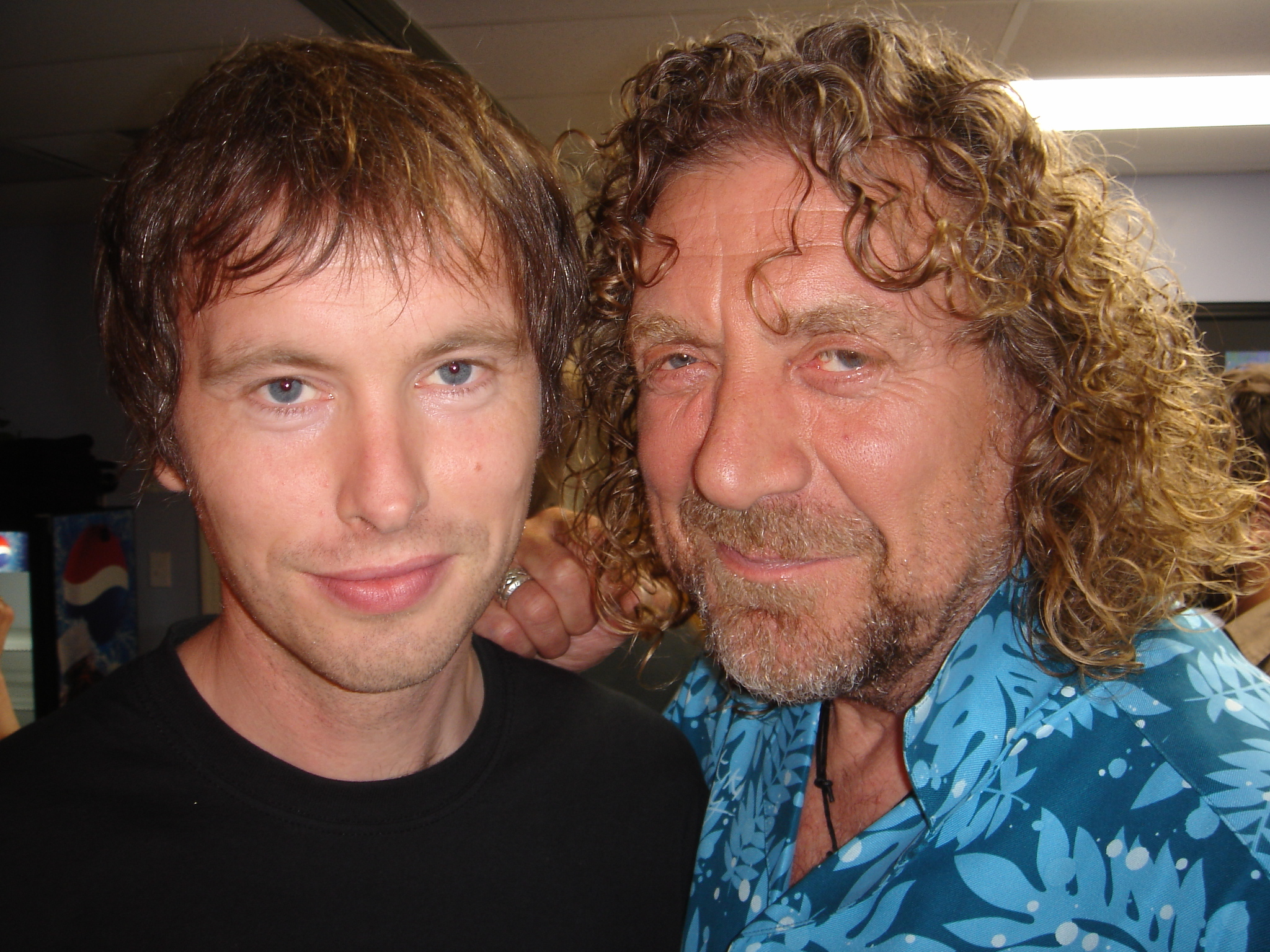
Kalle Gustafsson Jerneholm och Robert Plant

Kalle Gustafsson Jerneholm, född 27 april 1970, är en svensk musikproducent, kompositör, textförfattare  och musiker. 
1982 spelade han som 12-åring in Depeche Modes första konsert i Sverige (Draken, Stockholm 1 dec 1983) och gav ut på "cassette bootleg". 
Han var basist och låtskrivare i det svenska bandet The Soundtrack of Our Lives fram till dess upplösning i december 2012 då bandet tog en paus på obestämd tid. Bandet har hittills släppt sex fullängdsalbum varav fem på Warner Music. TSOOL blev kontrakterade av Universal music i USA och gavs ut på den legendariska etiketten Motown. 2001-2005 tillbringade bandet mycket tid i USA och framträdde bl.a. på CBS Late Show with David Letterman, NBC:s The Tonight Show with Jay Leno med flera. Därtill har bandet uppträtt på flera av de största rockfestivalerna och spelat med The Rolling Stones, U2, Robert Plant och Oasis.
Kalle Gustafsson Jerneholm blev med TSOOL Grammynominerad i USA 2003 med albumet Behind the Music ( Warner/Universal). Jernholm har också vunnit tre svenska grammisar med bandet: "Bästa nykomling" (1997), "Årets artist" (2002) och "Årets grupp" (2009). Gustafsson har även 1995 spelat på albumet The Talking Picture med alternative rock-bandet Electric Eskimoes från Göteborg under namnet "Åke Karl Kalle Gustafsson".
Han driver inspelningsstudion Svenska Grammofonstudion i Göteborg. Studion är en av Skandinaviens största inspelningsstudios med åtta kontrollrum och mastering. Han har arbetat som producent/mixare/tekniker med ett stort antal svenska och utländska artister bl.a. The Soundtrack of Our Lives, Silverbullit, José González, 22 Pistepirkko, The Datsuns, Division of Laura Lee, Håkan Hellström, Fireside, The Hives, Jane Birkin, Bad Cash Quartet, Nicolai Dunger, The Flaming Sideburns, The Sounds, Freddie Wadling, Nicola Sarcevic, I'm from Barcelona, Marie Modiani, Whitest Boy Alive, The Sandmen, Sivert Hoyem, Eldoradio och Nationalteatern med flera.
Kalle Gustafsson Jerneholm turnerande som musiker med första upplagan av Nina Perssons A Camp. 
Han skrev 2008 musiken till filmen Mari Carmen España: Tystnadens slut SVT, WDR och NRK. Musiken framfördes av Göteborgs Symfoniker.
Sedan 2006 samproducerar han P3 Live Session från Svenska grammofonstudion i Göteborg tillsammans med Sveriges Radio.
Radioprogrammet vann 2008 pris på Radiogalan i kategorin årets musik.
Gustafsson Jerneholm arbetar sedan 2009 som TV-producent för avsnitt av veckans konsert för SVT tillsammans med Fredrik Egerstrand.
Gustafsson Jerneholm har ett eget kaffemärke: "SGS-kaffe" som lanserades 2010.
Kalle Gustafsson Jerneholm producerade filmen Hemligheten för SVT, Film i Väst, Svenska Filmstudion 2009 - 2010.